# Eleições estaduais no Rio Grande do Norte em 2006
As eleições estaduais no Rio Grande do Norte em 2006 ocorreram em 1º de outubro como parte das eleições gerais no Distrito Federal e em 26 estados brasileiros. Nelas foram eleitos a governadora Wilma de Faria, o vice-governador Iberê Ferreira e a senadora Rosalba Ciarlini, além de oito deputados federais e vinte e quatro estaduais. Como nenhum candidato a governador obteve metade mais um dos votos válidos, aconteceu um segundo turno em 29 de outubro e conforme a Constituição a posse da governadora e do vice-governador se daria em 1º de janeiro de 2007 para quatro anos de mandato.
Primeira mulher eleita para governar o Rio Grande do Norte, a professora Wilma de Faria é formada em Letras na Universidade Federal do Rio Grande do Norte com especialização em Sociologia na mesma instituição, onde também lecionou e ocupou a coordenadoria de projetos e convênios da Pró-Reitoria de Planejamento e Coordenação Geral. Nascida em Mossoró, assessorou a Secretaria de Educação e Cultura de Natal na administração do prefeito Vauban Bezerra. Durante sua passagem como primeira-dama potiguar no governo Lavoisier Maia, fomentou ações de voluntariado e assistência social como as relacionadas à Associação de Pais e Amigos dos Excepcionais. No primeiro governo José Agripino Maia foi secretaria do Trabalho e Bem-Estar Social e neste cargo presidiu ainda a Fundação Estadual do Trabalho e Ação Comunitária e o Conselho Estadual de Menores. Em 1985 foi candidata à prefeitura de Natal pelo PDS, entretanto foi derrotada por Garibaldi Alves Filho. Eleita deputada federal em 1986, ingressou no PDT e foi eleita prefeita de Natal em 1988. Após ingressar no PSB foi derrotada na eleição para o governo do estado 1994, mas retornou à prefeitura de Natal em 1996 e foi reeleita no ano 2000. Renunciou ao mandato e foi eleita governadora do Rio Grande do Norte em 2002, mandato para o qual foi reeleita em 2006.
A eleição supra mencionada fez do advogado Iberê Ferreira o novo vice-governador potiguar. Nascido em Natal e formado junto à Universidade Federal do Rio Grande do Norte com especialização na área empresarial pela Fundação Getúlio Vargas, foi promotor de justiça adjunto em Santa Cruz. Eleito deputado estadual pelo MDB em 1970 e 1974, foi alçado à liderança de sua bancada e chegou ao diretório estadual da legenda. Não obstante sua origem oposicionista, foi chefe da Casa Civil e secretário de Governo no governo Lavoisier Maia, cargos que o fizeram suplente de deputado federal pelo PDS em 1982. Superintendente regional da Legião Brasileira de Assistência no Rio Grande do Norte, voltou à Secretaria de Governo a convite de José Agripino Maia e após filiar-se PFL foi eleito deputado federal em 1986, 1990 e 1994 e nesse interregno votou pela abertura do impeachment de Fernando Collor em 1992.. Após convite do governador Garibaldi Alves Filho foi secretário do Trabalho e Ação Social sendo reeleito deputado federal via PPB em 1998 e pelo PTB em 2002. No primeiro governo Wilma de Faria foi secretário de Agricultura e em 2006 foi eleito vice-governador pelo PSB, cargo que manteve até 31 de março de 2010 quando a titular renunciou para concorrer a um mandato no Senado Federal.
Também nascida em Mossoró a médica Rosalba Ciarlini é formada na Universidade Federal do Rio Grande do Norte com especialização em Pediatria e foi diretora do Hospital Regional Tarcísio Maia. Nora de Dix-Sept Rosado, elegeu-se prefeita de Mossoró via PDT em 1988 e após entrar no PFL retornou à prefeitura de sua cidade natal em 1996 sendo reeleita no ano 2000 e em 2006 foi eleita senadora pelo Rio Grande do Norte.

## Resultado da eleição para governador

### Primeiro turno
Conforme o acervo do Tribunal Superior Eleitoral foram apurados 1.541.150 votos nominais.
| Candidatos a governador do estado | Candidatos a vice-governador    | Número | Coligação                                                       | Votação | Percentual |
| --------------------------------- | ------------------------------- | ------ | --------------------------------------------------------------- | ------- | ---------- |
| Wilma de Faria PSB                | Iberê Ferreira PSB              | 40     | Vitória do Povo (PSB, PTB, PT, PL, PPS, PCdoB, PHS, PMN, PTdoB) | 764.016 | 49,58%     |
| Garibaldi Alves Filho PMDB        | Ney Lopes PFL                   | 15     | Vontade Popular (PMDB, PFL, PP, PSDB, PTN, PRP, PV)             | 749.003 | 48,60%     |
| Sandro Pimentel PSOL              | Valério Fonseca PSTU            | 50     | Frente de Esquerda Potiguar (PSOL, PSTU)                        | 14.172  | 0,92%      |
| José Geraldo Fernandes PSL        | Maria José Oliveira PSL         | 17     | PSL (sem coligação)                                             | 5.907   | 0,38%      |
| Humberto Silva PTC                | Reginaldo Miguel da Silva PTC   | 36     | PTC (sem coligação)                                             | 5.582   | 0,36%      |
| Antônio José Bezerra PCB          | Luiz Gonzaga de Souza Filho PCB | 21     | PCB (sem coligação)                                             | 2.470   | 0,16%      |

### Segundo turno
Conforme o acervo do Tribunal Superior Eleitoral foram apurados 1.573.273 votos nominais.
| Candidatos a governador do estado | Candidatos a vice-governador | Número | Coligação                                                       | Votação | Percentual |
| --------------------------------- | ---------------------------- | ------ | --------------------------------------------------------------- | ------- | ---------- |
| Wilma de Faria PSB                | Iberê Ferreira PSB           | 40     | Vitória do Povo (PSB, PTB, PT, PL, PPS, PCdoB, PHS, PMN, PTdoB) | 824.101 | 52,38%     |
| Garibaldi Alves Filho PMDB        | Ney Lopes PFL                | 15     | Vontade Popular (PMDB, PFL, PP, PSDB, PTN, PRP, PV)             | 749.172 | 47,62%     |

## Resultado da eleição para senador
Conforme o acervo do Tribunal Superior Eleitoral foram apurados 1.461.772 votos nominais.
Mapa da eleição para senador

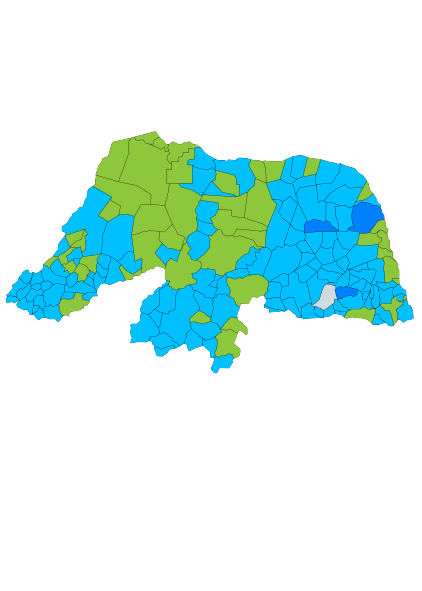

Em Verde , todos os municípios vencidos pela candidata Rosalba Ciarlini (PFL)
No Azul Claro , os municípios vencidos por Fernando Bezerra (PTB)
Em azul os 3 municípios vencidos por Geraldo Melo (PSDB)
Cinza o município de São José de Campestre aonde teve empate entre Fernando Bezerra e Rosalba
| Candidatos a senador da República | Candidatos a suplente de senador                            | Número | Coligação                                                       | Votação | Percentual |
| --------------------------------- | ----------------------------------------------------------- | ------ | --------------------------------------------------------------- | ------- | ---------- |
| Rosalba Ciarlini PFL              | Garibaldi Alves PMDB Ivonete Dantas PMDB                    | 252    | Vontade Popular (PMDB, PFL, PP, PTN)                            | 645.869 | 44,18%     |
| Fernando Bezerra PTB              | Ruy Pereira PT Paulinho Freire PMN                          | 144    | Vitória do Povo (PSB, PTB, PT, PL, PPS, PCdoB, PHS, PMN, PTdoB) | 634.738 | 43,42%     |
| Geraldo Melo PSDB                 | Haroldo Azevedo PSDB Jessé Tavares de Morais PSDB           | 456    | PSDB (sem coligação)                                            | 155.608 | 10,65%     |
| Joanilson Rego PSDC               | Lauro Melo PSDC Paulo Luz PSDC                              | 277    | PSDC (sem coligação)                                            | 9.021   | 0,62%      |
| Simone Dutra PSTU                 | Valmir Cardoso PSTU Francisco Gabriel da Costa PSTU         | 161    | Frente de Esquerda Potiguar (PSOL, PSTU)                        | 6.008   | 0,41%      |
| Augusto Maranhão PTC              | Atenildo Gomes de Oliveira PTC Reinaldo Miguel da Silva PTC | 361    | PTC (sem coligação)                                             | 4.603   | 0,32%      |
| Antônio Sotero da Silva PSL       | Clóvis Ferreira da Costa PSL Vera Damásio PSL               | 171    | PSL (sem coligação)                                             | 4.013   | 0,27%      |
| Edgar Nazareno Caldas PCB         | Wilson da Silva Bezerra PCB Vando Campos PCB                | 212    | PCB (sem coligação)                                             | 1.912   | 0,13%      |

## Deputados federais eleitos
São relacionados os candidatos eleitos com informações complementares da Câmara dos Deputados.

Representação eleita
  PSB: 2
  PMN: 1
  PL: 1
  PMDB: 1
  PFL: 1
  PT: 1
  PP: 1

| Número | Deputados federais eleitos | Partido | Votação | Percentual | Cidade onde nasceu | Unidade federativa  |
| 3333   | Fábio Faria                | PMN     | 195.148 | 12,02%     | Natal              | Rio Grande do Norte |
| 2222   | João Maia                  | PL      | 193.296 | 11,90%     | Brejo do Cruz      | Paraíba             |
| 1511   | Henrique Eduardo Alves     | PMDB    | 156.581 | 9,64%      | Rio de Janeiro     | Rio de Janeiro      |
| 4011   | Rogério Marinho            | PSB     | 130.063 | 8,01%      | Natal              | Rio Grande do Norte |
| 2512   | Felipe Maia                | PFL     | 124.382 | 7,66%      | Rio de Janeiro     | Rio de Janeiro      |
| 1313   | Fátima Bezerra             | PT      | 116.243 | 7,16%      | Nova Palmeira      | Paraíba             |
| 1111   | Nélio Dias                 | PP      | 93.245  | 5,74%      | Umarizal           | Rio Grande do Norte |
| 4040   | Sandra Rosado              | PSB     | 69.277  | 4,27%      | Mossoró            | Rio Grande do Norte |

## Deputados estaduais eleitos
Estavam em jogo 24 cadeiras da Assembleia Legislativa do Rio Grande do Norte.

Representação eleita
  PMN: 5
  PMDB: 4
  PSB: 4
  PFL: 3
  PDT: 2
  PV: 2
  PPS: 1
  PSDB: 1
  PT: 1
  PHS: 1

Fonteː
| Número | Deputados estaduais eleitos | Partido | Votação | Percentual | Cidade onde nasceu | Unidade federativa  |
| 33111  | Robinson Faria              | PMN     | 70.782  | 4,30%      | Natal              | Rio Grande do Norte |
| 15678  | Walter Alves                | PMDB    | 55.296  | 3,36%      | Natal              | Rio Grande do Norte |
| 40111  | Márcia Maia                 | PSB     | 53.349  | 3,24%      | Natal              | Rio Grande do Norte |
| 12000  | Gesane Marinho              | PDT     | 46.221  | 2,81%      | Recife             | Pernambuco          |
| 25111  | Leonardo Nogueira           | PFL     | 45.975  | 2,79%      | Mossoró            | Rio Grande do Norte |
| 43333  | Gilson Moura                | PV      | 45.364  | 2,75%      | Patu               | Rio Grande do Norte |
| 43007  | Micarla de Sousa            | PV      | 43.936  | 2,67%      | Natal              | Rio Grande do Norte |
| 15222  | Nelter Queiroz              | PMDB    | 42.042  | 2,55%      | Jucurutu           | Rio Grande do Norte |
| 33133  | Antônio Jácome              | PMN     | 40.774  | 2,47%      | Sousa              | Paraíba             |
| 40888  | Gustavo Carvalho            | PSB     | 40.632  | 2,47%      | Natal              | Rio Grande do Norte |
| 12222  | Álvaro Dias                 | PDT     | 40.040  | 2,43%      | Natal              | Rio Grande do Norte |
| 33333  | Ricardo Motta               | PMN     | 36.998  | 2,25%      | Natal              | Rio Grande do Norte |
| 33456  | Ezequiel Ferreira           | PMN     | 36.784  | 2,23%      | Natal              | Rio Grande do Norte |
| 40333  | Lavoisier Maia              | PSB     | 35.278  | 2,14%      | Catolé do Rocha    | Paraíba             |
| 40000  | Larissa Rosado              | PSB     | 34.073  | 2,07%      | Mossoró            | Rio Grande do Norte |
| 33222  | Raimundo Fernandes          | PMN     | 33.903  | 2,06%      | São Miguel         | Rio Grande do Norte |
| 23123  | Wober Júnior                | PPS     | 33.007  | 2,00%      | Natal              | Rio Grande do Norte |
| 25221  | José Adécio Costa           | PFL     | 32.122  | 1,95%      | Pedro Avelino      | Rio Grande do Norte |
| 45607  | Luiz Almir                  | PSDB    | 31.064  | 1,89%      | Juazeiro do Norte  | Ceará               |
| 15000  | Poti Júnior                 | PMDB    | 30.678  | 1,86%      | Natal              | Rio Grande do Norte |
| 15141  | José Dias                   | PMDB    | 29.973  | 1,82%      | Umarizal           | Rio Grande do Norte |
| 25110  | Getúlio Rêgo                | PFL     | 29.298  | 1,78%      | Portalegre         | Rio Grande do Norte |
| 13666  | Fernando Mineiro            | PT      | 22.433  | 1,36%      | Curvelo            | Minas Gerais        |
| 31111  | Arlindo Dantas              | PHS     | 20.074  | 1,22%      | São José de Mipibu | Rio Grande do Norte |